# Martijn
A Vereniging Martijn (Associação Martijn) foi uma associação neerlandesa que advogava uma reforma na idade de consentimento sexual. Fez parte da Associação Internacional de Gays e Lésbicas até 1994, ano em que foi expulsa por esta com outras organizações semelhantes com a intenção de conseguir um status consultivo como ONG no Conselho Económico e Social das Nações Unidas. 
Em 2012 um tribunal neerlandês ilegalizou a associação e determinou a sua dissolução imediata. Embora Martijn sempre tenha se mantido dentro da legalidade vigente, a promotoria argumentou que "As atividades e ideias da associação são contrárias à ordem pública e à moral". A associação interpôs um recurso de apelação e em 2013 um tribunal superior revogou a sentença em virtude à "liberdade de associação". Porém, em abril de 2014, o Supremo Tribunal dos Países Baixos, seguindo o conselho da Advocacia Geral do Estado, voltou ilegalizar a associação.

## História
A ideia original de criar um grupo de apoio aos pedófilos foi desenvolvida originalmente por um ativista pedófilo chamado Theo, encarcerado por um delito sexual cometido em 's-Hertogenbosch. Enquanto cumpria condenação, e já desde a prisão, ele começou a editar a revista Martijn, elaborada inicialmente por três amigos na cidade de Hoogeveen. Em novembro de 1982 Martijn foi registrada oficialmente como associação na Câmara de Comércio dos Países Baixos e adotou o nome da revista Martijn.
Em 1986 Martijn mudou o nome para OK magazine, por "Ouderen-Kinderen" (Adultos-Crianças), com a vontade de se dirigir aos pedófilos em geral e não só aos pedófilos homossexuais, como tinha feito até então. A revista incluía artigos sobre assuntos de atualidade relacionados com o tema, entrevistas, ensaios, narrações, poesia, resenhas de livros, cartas de leitores, ilustrações, endereços úteis e fotografias de crianças. Ela foi, após o NAMBLA Bulletin, a revista pedófila mais durável. 
Em 1994, após ter conseguido um status consultivo na Organização das Nações Unidas, a Associação Internacional de Gays e Lésbicas, pressionada pelo Senado dos Estados Unidos, expulsou as associações pedófilas que fizeram parte dela até então, entre elas Martijn.
Após a chegada da internet, o site da associação tornou-se a principal plataforma para a difusão do seu ideário. Além de entrevistas, notícias e outras informações relacionadas com o tema, o site oferecia um arquivo digitalizado de revistas como Pan: A Magazine About Boy-Love, NAMBLA Bulletin, Koinos ou Kalos, entre outras. Também incluiu um fórum de debate com 186 membros registrados em agosto de 2009.
No 27 de junho de 2012, a Martijn foi ilegalizada pelo tribunal de Assen, que determinou a sua dissolução imediata. Embora esta se manteve sempre dentro da legalidade vigente, a promotoria argumentou que "as atividades e as ideias da associação são contrárias à ordem pública e à moral" Marthijn Uittenboogaard, ex-membro do conselho diretivo de Martijn, declarou então que era "um dia negro para a liberdade de expressão e o estado de direito". A associação se dissolveu imediatamente e o fechou o seu sítio na internet A associação interpôs um recurso de apelação e no 2 de abril de 2013 o tribunal superior de Leeuwarden anulou a sentença. Este fundamentou a sua decisão no direito à liberdade de associação e no fato de as atividades da Martijn não poderem ser consideradas ilegais. Porém, em abril de 2014, o Supremo Tribunal dos Países Baixos, seguindo o conselho da Advocacia Geral do Estado, voltou ilegalizar a associação e ordenou sua dissolução. 

## Ideologia
Martijn defende a possibilidade de consentimento e prazer mútuo nas relações sexuais entre adultos e crianças ou adolescentes e nega, como premissa básica, que estas sejam prejudiciais para os menores, contra o que considera um "dogma" moral sem fundamento científico. Desde essa perspectiva, a associação defende a descriminalização das relações sexuais consentidas entre adultos e menores, sem limite de idade.
Martijn propõe um código ético baseado em quatro regras que deveriam ser tidas em conta em todas as relação com menores:
1. Consentimento, tanto do menor como do adulto;
2. Abertura para os pais do menor;
3. Liberdade para o menor de se retirar da relação em qualquer momento;
4. Harmonia com o desenvolvimento do menor.

Este tipo de relações deveriam ter lugar, segundo Martijn, em uma sociedade "livre e humana", onde estivessem proibidas a "violência, a força e a dominação nas relações" e onde reinassem "a honestidade, a abertura de espírito, o prazer e o amor". 
Embora a sua defesa das relações sexuais entre adultos e menores, a associação desaconselha qualquer atividade criminosa a respeito, entre outras razões para proteger os menores das consequências negativas que teria sobre eles uma eventual intervenção da lei. A sua declaração nesse sentido é inequívoca: “A associação Martijn aconselha a todos respeitarem a lei".